# Калчо
 Тази статия е за градчето в Италия.  За футболното първенство вижте Серия А.  
Ка̀лчо (на италиански: Calcio; на ломбардски: Cals, Калс) е градче и община в Северна Италия, провинция Бергамо, регион Ломбардия. Разположено е на 123 m надморска височина. Населението на общината е 5326 души (към 2017 г.).